# I onde dager
I onde dager (Engelse titel: The Trip) is een Noorse satirische horrorfilm uit 2021, geregisseerd door Tommy Wirkola.

## Verhaal
Het stel Lars en Lisa zijn elkaar beu en zijn allebei van plan de ander op beestachtige wijze te vermoorden tijdens een weekendje weg in een afgelegen huisje diep in de natuurrijke omgeving. Hun plannen worden echter gedwarsboomd wanneer hun huisje wordt binnengevallen door onder meer drie op de vlucht geslagen gevangenen.

## Rolverdeling
| Acteur               | Personage |
| -------------------- | --------- |
| Noomi Rapace         | Lisa      |
| Aksel Hennie         | Lars      |
| Atle Antonsen        | Petter    |
| Christian Rubeck     | Dave      |
| André Eriksen        | Roy       |
| Nils Ole Oftebro     | Mikkel    |
| Stig Frode Henriksen | Viktor    |
| Tor Erik Gunstrøm    | Hans      |
| Selome Emnetu        | Ida       |

## Achtergrond
De eerste trailer verscheen op 28 mei 2021. Wanneer Lisa en Lars Scrabble spelen, zijn twee van de zichtbare woorden død (dood) en snø (sneeuw) die verwijzen naar de film Død snø uit 2009, ook onder regie van Tommy Wirkola.

## Ontvangst
De film ontving over het algemeen gunstige recensies van critici. Op Rotten Tomatoes heeft I onde dager een waarde van 91% en een gemiddelde score van 7,10/10, gebaseerd op 11 recensies. Op Metacritic heeft de film een gemiddelde score van n.n.b./100, gebaseerd op 2 recensies.